# Stanisław Wielgus
Stanisław Wielgus   (Wierzchowiska Drugie, 23 d'abril de 1939) és l'arquebisbe emèrit de Varsòvia. Fou designat com a arquebisbe pel papa Benet XVI el 6 de desembre del 2006. El 5 de gener del 2007 prengué possessió del seu càrrec i el 7 de gener hi renuncià, una hora abans de la seva cerimònia d'investidura pública, a causa d'un escàndol que el relacionava amb la seva cooperació amb la Służba Bezpieczeństwa (Policia Secreta Comunista Polonesa). L'arquebisbe Wielgus és el cap eclesiàstic de més alt rang a admetre que accedí a espiar per a un règim comunista a l'Europa de l'Est. És membre de l'Acadèmia Europea de les Ciències i les Arts.